# Mimandria insularis
Mimandria insularis là một loài bướm đêm trong họ Geometridae.